# 幻世シリーズ
幻世シリーズ（げんせいシリーズ）とは、コンパイルが1995年より展開したRPGのシリーズである。

## 概要
主人公がいきなり放尿したり、エロ本争奪戦を繰り広げたり（ボイスはセニョール河北ほか製作スタッフの棒読み）するなど、ギャグ要素が強いシリーズである。
第1作に当たる『幻世喜譚 Disc Saga III』だけパッケージ販売で、他はコンパイルのディスクマガジン『ディスクステーション』（DS）に収録されてリリースされた。
韓国では、コンパイルと韓国現地会社のコリアクロステクノロジー（KCT）の合弁会社である「コンパイルコリア」によって展開されており、1997年にリリースした韓国版『ディスクステーション』Vol.2に収録された『幻世酔虎伝』が爆発的なヒットとなった。DS Vol.2の在庫がなくなり、通信販売で申し込んできた客にKCTでゲームの入ったCDをその都度焼いて発送していたという。韓国のゲーム雑誌『ゲームピア』（KBS出版）の1999年4月号にも再録された。元コンパイル社長の仁井谷正充によると、最終的に、韓国のすべての学校のパソコンに『幻世酔虎伝』がインストールされていたという。コンパイルは日本のゲーム会社で初めて韓国現地法人を展開したというのもあって、元々コンパイルの作品は人気が高いが、『幻世酔虎伝』が『ぷよぷよ』をしのぐコンパイルの代表作とされている。
2023年、韓国の大元メディアから『幻世酔虎伝』のリメイク作『幻世酔虎伝プラス』がリリースされる。

## シリーズ一覧
- 幻世喜譚 Disc Saga III- 1995年4月1日発売。幻世シリーズの第1作。NEC PC-9801シリーズ用ソフト。『ディスクステーション 98』で展開された「ディスクサーガシリーズ」の3作目という位置づけで、前作に続いてペトゥムが登場する。発売が伸びに伸び、外伝にあたる『幻世風狂伝』の方が早くリリースされた[3]。韓国ではサムスン電子がMS-DOSに移植して販売した（コンパイルは韓国進出当初はKCTではなくサムスンと組んで展開する方針だった）。
- 幻世風狂伝 - DS vol.4に収録。NEC PC-9801シリーズ用ソフト。剣士兼肉屋のダリオスが飼っていた豚をさらった犯人に立ち向かう内容である。2011年には「プロジェクトEGG」[4]にて、2017年には「Yahoo!ゲーム ゲームプラス」内の定額制サービス「EGGY」[3]にてそれぞれ配信された。
- 幻世快盗伝 - DS vol.8に収録。NEC PC-9801シリーズ用ソフト。
- 幻世捕物帳 - DS vol.10に収録。NEC PC-9801シリーズ用ソフト。
- 幻世快進劇 - DS vol.12に収録。Windows 95用ソフト。
- 幻世酔虎伝 - DS vol.14に収録。Windows 95用ソフト。
- 幻世喜譚外伝 究極のエロ本伝説 - 前編はDS vol.17に収録、後編はDS vol.18に収録。Windows 95用ソフト。厳密にはゲームではなく、「インタラクティブムービー」である。
- 幻世牌遊記 - DS vol.20に収録。Windows 95用ソフト。
- 幻世酔虎伝プラス - 2023年11月30日発売。Nintendo Switch用ソフト。2024年10月7日にSteam版（Windows 10用）も発売。